# Мухаммад аль-Бадр
Мухаммед аль-Бадр бен Ахмед Хамидаддин (араб. محمد البدر بن أحمد حميد الدين‎; 15 февраля 1926, Сана — 6 августа 1996, Лондон) — имам-король Йеменского Мутаваккилийского Королевства в сентябре 1962 года.
Его полное имя было: Аль-Мансур Бильлах Мухаммад аль-Бадр бин Аль-Насир-ли-динуллах Ахмад, имам и предводитель правоверных и король Йеменского Мутаваккилийского Королевства.
Мухаммад аль-Бадр был сейи́дом, и, следовательно, прямым потомком пророка Мухаммеда через его дочь Фатиму.
В разные периоды являлся наместником Ходейды, Саны, министром внутренних дел и министром иностранных дел.
26 сентября 1962 года был свергнут в результате военного переворота под предводительством Абдаллы ас-Саляля, назначенного самим же аль-Бадром начальником королевской гвардии. Свергнутый имам бежал на север и собрал коалицию зейдитских племен, чтобы сформировать вооруженную оппозицию республике. Имам аль-Бадр получил поддержку со стороны Саудовской Аравии, в результате чего вспыхнувшая гражданская война между монархистами и республиканцами продолжалась до 1970 года.

## Биография
Мухаммад аль-Бадр родился 15 февраля 1926 года в Сане. Старший сын имама-короля Ахмеда. Его матерью была Шарифа Сафийя бинт Мухаммад из семьи Сеидов аль-Исси из Шехары. В г. Хадджа аль-Бадр получил традиционное йеменское образование в области Корана, исламской религии, арабской грамматики и синтаксиса.
В 1944 году, с целью продолжить образование принц аль-Бадр переехал в Таиз, где его отец уже несколько лет был заместителем имама. Вскоре после жестокого убийства имама Яхьи в феврале 1948 года, который спланировал Абдалла бин Ахмад аль-Вазири, аль-Бадр прибыл в Сану, но, очевидно, оказал лишь молчаливую поддержку новому режиму. Тем временем принц Ахмед сумел уйти из Тайза и направиться в Хадджа, где он собрал вокруг себя верные племена, провозгласил себя имамом с титулом аль-Насир-ли-Динуллах и в течение месяца (14 марта) легко восстановил контроль над Саной и казнил главных виновников переворота 1948 года.
Принц аль-Бадр сыграл видную роль в подавлении восстания против имама Ахмеда в 1955 году, которое возглавил брат Ахмеда Сейф аль-Ислам Абдаллах, который был сломлен молниеносными и решительными действиями аль-Бадра.
В 1955 году был объявлен наследником престола. В 1959 году, во время отсутствия имама Ахмеда, который отправился на лечение в Италию, аль-Бадр в течение нескольких месяцев являлся регентом Йемена.
В июне — июле 1956 года наследный принц Сейф аль-Ислам Мухаммад аль-Бадр совершил официальный трехнедельный визит в СССР; 23 июня две страны договорились об обмене дипломатическими представителями, а 11 июля состоялось подписание Соглашения об экономическом и техническом сотрудничестве. Инициировал подписание с Советским Союзом 31 октября 1955 года в Каире Договора о дружбе, возобновившего советско-йеменский Договор 1928 года.
25 июня 1961 года больной имам Ахмед передал контроль над правительством Мухаммад аль-Бадру, который уже в октябре установил полный контроль над кабинетом министров.

## Свержение монархии и начало гражданской войны
После смерти имама-короля Ахмеда 18 сентября 1962 года был провозглашен имамом и королём Йемена. На следующий день, 19 сентября, улемы, в состав которых входили религиозные лидеры королевства, избрали аль-Бадра новым имамом.
В своей тронной речи 20 сентября имам аль-Бадр заявил, что он будет «блюсти право, помогать угнетенному и заложит основы справедливости». Новый имам заверял своих подданных, что будут разработаны законы, по которым «граждане станут равны в правах и обязанностях, и каждый гражданин будет иметь преимущества перед другим лишь в том случае, если будет приносить больше пользы Родине». В области внешней политики Йеменское королевство, по словам имама аль-Бадра, будет продолжать свою традиционную политику позитивного нейтралитета, сохранять верность принципам ООН, уставу Лиги арабских государств и принципам Бандунгской конференции, стремиться к арабскому единству.

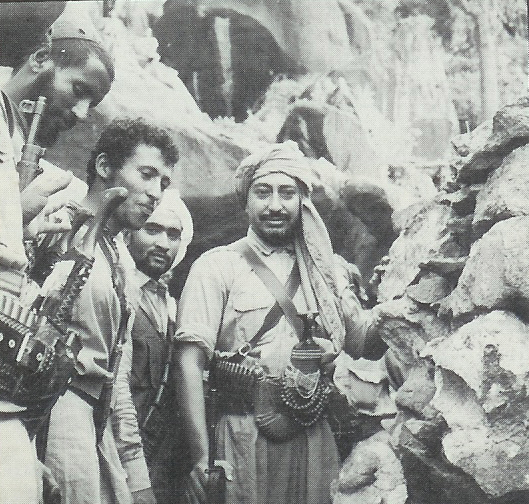
Имам Мухаммад аль-Бадр в Джизане со своими сторонниками

В первые дни своего правления имам аль-Бадр подписал шесть декретов. Согласно первому и второму указам все министры, губернаторы и высшие армейские чины оставлялись на своих местах. Третий декрет объявлял «полное всеобщее прощение всех прежних политических проступков, которые привели в тюрьму лиц, их совершивших, или побудили их эмигрировать за границу». Четвертый декрет предусматривал отмену института заложников, пятый — отмену всех недоимок, не выплаченных в государственную казну до 1960 года (за исключением ссуд и кредитов), а шестой повышал вполовину жалованье солдатам и офицерам армии, а также племенному ополчению.
Анализ тронной речи и первых декретов имама Мухаммад аль-Бадра свидетельствовало о том, что он быстро сориентировался в обстановке и принял меры по укреплению своих позиций. Сохранение государственных чиновников и армейских офицеров на своих прежних постах обеспечивало ему поддержку государственного аппарата. Амнистия политическим заключенным и эмигрантам должна была снизить накал оппозиционного движения, а ликвидация системы заложников — обеспечить ему симпатии шейхов племен. Отмена недоимок, естественно, не могла не вызвать удовлетворения среди простого населения, а значительное повышение жалованья регулярной армии, по идее нового монарха, должно было привлечь на его сторону самую организованную силу в стране.
О поддержке нового имама заявили шейхи ведущих йеменских племен, представители крупнейших феодальных фамилий, религиозные деятели, представители буржуазии и интеллигенции, связывавшие с приходом к власти аль-Бадра свои надежды на реформы в стране. Лидеры движения «Свободных йеменцев», хотя и не высказались открыто в поддержку нового монарха, тем не менее с удовлетворением встретили его тронную речь и декреты об амнистии и ликвидации института заложников.
Несколько дней спустя после прихода к власти имам аль-Бадр заявил, что намерен продолжать политику своего отца и сотрудничать с дядей, эмиром аль-Хасаном. Это уже означало определенный отход от положений, содержащихся в тронной речи, и не могло не вызвать настороженности. Похоже, что аль-Бадр, придя к власти и получив поддержку со стороны традиционных политических сил, решил перестать играть в просвещенного монарха и расправиться с оппозиционными элементами, которые активизировали свою деятельность в последние месяцы правления имама Ахмеда. Среди народа в тот период распространялись листовки организации «Свободные офицеры», в которых наследного принца винили в невыполнении своих обещаний как в части, касающейся армии, так и в области внешней политики. Так, в открытом письме на имя аль-Бадра, составленном «Свободными офицерами», судя по событиям в начале 1962 г., он осуждался за военное сотрудничество с Иорданией и за якобы данное за 20 млн. долл, согласие на создание американских военных баз в Таизе и Сане. Йеменские студенты организовали демонстрации в Сане против предполагаемого одобрения имамом размещения в стране американских баз.
Но правление аль-Бадра оказалось недолгим; оно было внезапно прервано ночью 26 сентября. В результате военного переворота к власти пришел полковник Абдалла ас-Саляль, упразднивший монархию и провозгласивший республику. Именно смена монарха создала благоприятные условия для свержения монархии. В своем коммюнике №1 ас-Саляль говорил о необходимости свергнуть всех монархов и эмиров Аравии и создать единую республику на Аравийском полуострове.
Новые республиканские власти заявили, что король Мухаммад аль-Бадр погиб под руинами своего дворца.
Египетский президент Гамаль Абдель Насер и его окружение, естественно, знали о существовании оппозиционных настроений в йеменской армии и, возможно, даже поощряли их, особенно после июля 1961 г., когда отношения между насеровским Египтом и монархическим Йеменом резко обострились. Падение династии Хамидаддинов в Йемене и приход к власти в Сане республиканских сил были с удовлетворением восприняты в Каире. 3 октября 1962 г. правительство ЙАР в телеграмме на имя Насера заявило о сохранении в силе Договора о совместной обороне 1956 г. и подтвердило свое намерение соблюдать его положения и впредь. В ответной телеграмме Насер заверил руководство республиканского Йемена в том, что «ОАР с первых минут получения сообщения о народной революции в Йемене стала выполнять положения этого пакта». Весьма примечательно, что принц аль-Бадр, как и большинство молодых арабских лидеров его поколения, был большим поклонником Насера; так, во время отсутствия своего отца, который отбыл на лечение в Италию, аль-Бадр пригласил в страну египетских экспертов, которые помогали ему модернизировать Йемен во всех сферах, в том числе и в военной. Таким образом, парадоксально, что йеменская революция 26 сентября 1962 года была в значительной степени спровоцирована и спланирована египтянами.
Республиканская радиостанция Саны передало сообщение революционеров: «Мы находимся в начале новой жизни, жизни в условиях свободы без тирании». «Радио Сана» торжествующе сообщило, «что советский лидер Никита Хрущев пообещал поддержать революционное правительство против любого нападения». 19 советских кораблей с оружием для солдат ас-Саляля стояли на якоре недалеко от побережья Йемена. Смена правительства в 1962 году (часто называемая революцией) была решительно поддержана египетским правительством, которое рассматривало свержение имама с идеологической точки зрения, согласно которой про-египетская военная элита сменит «реакционного монархического лидера».
Хотя республиканцы объявила всему миру, что имам аль-Бадр умер под обломками своего дворца, ему фактически удалось бежать невредимым и отправиться на север. По мере того, как он продолжал свое путешествие, многие племена сплотились вокруг него, присягая ему в своей безоговорочной преданности как «Амир аль-Муминиин» («Принц правоверных»). Эти племена были ревностными зейдитскими шиитами, для которых безоговорочная верность имаму из Ахль аль-Байт (потомков Пророка) была фундаментальной обязанностью их религии. Через несколько дней аль-Бадр провел пресс-конференцию на границе юго-запада Саудовской Аравии.
Его дядя Сейф аль-Ислам Хасан ибн Яхья ибн Мухаммед Хамид ад-Дин, который на момент переворота был за границей, услышва весть о гибели аль-Бадра был провозглашен новым имамом. Однако, когда Хасану ибн Яхье стало известно, что аль-Бадр жил и находится в Саудовской Аравии, 16 октября принц Хасан отказался от своих претензий на трон и признал аль-Бадра законным монархом страны. Вскоре вся племенная конфедерация Бакиль вместе с большей частью племени Хашид, которые захватили центральные и северные нагорья Йемена, с энтузиазмом присоединились к делу имама и принцев королевской семьи в борьбе с революционным режимом.
9 декабря 1962 года принцы и политические лидеры Йемена наложили строгие ограничения на светскую и религиозную власть имама Мухаммада аль-Бадра. По мнению йеменских принцев, данные ограничения были необходимы, если роялисты хотят выиграть войну с республиканцами.

### Попытки роялистов к примирению с республиканцами
3 декабря 1964 года, имам аль-Бадр в беседе с иностранным журналистом, которая состоялась в пещере на северной окраине страны, сказал, что он надеется и верит, что часто откладываемая мирная конференция с республиканским руководством Йемена рано или поздно состоится.
«Я надеюсь, что король Фейсал сможет договориться с Насером, – сказал имам, – но мир должен знать, что мы не можем вести переговоры в то время, когда к нашим головам приставлен египетский пистолет, а в нашем небе кружат советские самолеты». Несколько недель до интервью имама, египетский президент Г.А. Насер, чьи силы и советские бомбардировщики поддержали Йеменскую Республику, и саудовский король Фейсал, сторонник йеменской монархии, договорились о проведении мирной конференции.
Имам аль-Бадр обвинил Каир в переносе сроков проведения мирной конференции, которая, как предполагалось, должна была состоятся в штаб-квартире имама, и на котором 23 ноября 1964 года планировалось пригласить 169 делегатов из республиканских и роялистских районов. «Они боятся, что республиканские делегаты поддержат нас, и это вызвало разногласия среди египтян, а также между египтянами и республиканцами», – сказал имам аль-Бадр. По словам имама, некоторые из тех, которых республиканцы назначили для участия в мирной конференции, были арестованы египтянами вместе с рядом про-роялистской знати в Сане. Имам продолжил, что делегация роялистов была и до сих пор готова к встрече. Хотя он отрицал наличие какого-либо соглашения, исключающего членов королевской семьи, имам сказал, что «предпочел бы держать семью подальше, чтобы никто не сказал, что они оказали чрезмерное влияние на ход конференции».
По словам имама, роялисты предпочли бы Сааду, альтернативную столицу Севера, или Хадджу на западе, в качестве места проведения конференции, но были готовы принять выбор египтян в Хараде, который находился недалеко от границы с Саудовской Аравией на северо-западе. Имам заметил, что встреча в любом случае должна проходить за пределами города, «где-то между египетской и роялистской линиями».
На его взгляд, на конференции должно быть рассмотрено только два важных вопроса:
- Во-первых, полное прекращение огня по всей стране;
- Во-вторых, безоговорочный вывод египетских сил из страны как можно скорее[35].

Лидеры роялистов предложили республиканцам и президенту Насеру через короля Фейсала временное урегулирование гражданской войны в Йемене. Согласно их плану, вместо главы государства будет учрежден совет из пяти человек. И президент республики Абдалла ас-Саляль, и имам отойдут в сторону до тех пор, пока не будет установлен постоянный режим Йемена. Совет будет состоять из двух республиканцев, двух роялистов и одного нейтрального. Делегаты мирной конференции станут временным законодательным органом и назначат кабинет и совет из пяти человек. Данный режим должен был работать до тех пор, пока египетские войска выводятся и планы нового правительства утверждаются.
Узнав, что некоторые представители республиканских властей заявили, что египтянам понадобится год, чтобы вывести 40 000 человек, которые, как сообщалось находились на тот момент в Йемене, вместе с их припасами и авиабазами, имам заметил: «Пусть они уйдут так же быстро, как пришли». По его словам, после того, как все египтяне покинут страну, йеменцам следует провести еще одну, гораздо более крупную конференцию, на которой соберутся все шейхи и знатные люди. «Именно тогда они должны говорить о будущей форме правления в Йемене – без каких-либо иностранных «наблюдателей», которые могли бы повлиять на них», – сказал имам.
В июне 1968 года йеменские роялисты приняли решение о радикальных изменениях в своем правительстве, согласно которому имам Мухаммад аль-Бадр был лишен всех полномочий, оставив его лишь в качестве номинального главы.

## Конец гражданской войны и эмиграция аль-Бадра
23 марта 1970 года имам аль-Бадр призвал стороны конфликта к установлению национального согласия. Он предложил провести национальный референдум для принятия решения правительством страны. Имам сказал, что продолжение войны служит лишь «алчности и жажде власти» определенных элементов, и добавил, что военное решение не принесет хороших результатов ни одной из сторон – роялистам или республиканцам.
Несмотря на то, что большая часть территории Йемена оставалась под контролем сторонников аль-Бадра и королевской семьи Хамидаддинов, в июле 1970 года Саудовская Аравия, без консультации с имамом Мухаммад аль-Бадром признал республиканский режим. Примеру Эр-Рияда последовали и другие страны, такие как Великобритания. Большинство членов йеменской королевской семьи переехали в Саудовскую Аравию; им были выделены средства для существования. Мухаммад аль-Бадр не стал останавливаться в Саудовской Аравии. Он прекратил сопротивление и эмигрировал в Великобританию. Аль-Бадр вел скромный образ жизни, проживая в своем доме в Кенте, выезжая за границу только для того, чтобы посетить священные города Мекку и Медину и навестить родственников и друзей в этой части мира.

## Оценка личности
Английский востоковед Альфред Феликс Лэндон Бистон пишет: «Имам аль-Бадр был человеком большой вежливости, доброты и личного обаяния. Он очень любил йеменский народ и был по сути миролюбивым человеком. Когда я спросил его через несколько лет после его прибытия в Великобританию, планирует ли он вернуться в Йемен в качестве имама, он без колебаний ответил, что сделает это только по приглашению всего йеменского народа. Он сказал, что никогда не допустит, чтобы ужасная гражданская война снова разгорелась в его любимой стране».